# Julius Hauser

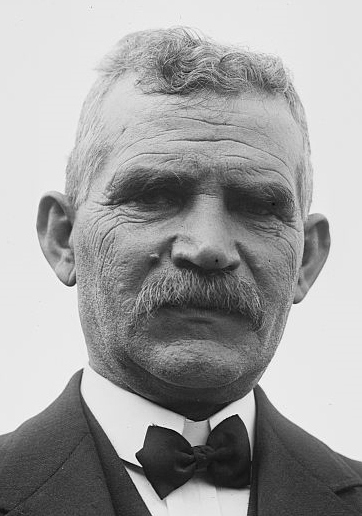
Julius Hauser

Julius Hauser (* 7. August 1854 in Großherzogtum Baden; † 26. März 1920 in Sayville, New York) war ein US-amerikanischer Geschäftsmann und Politiker (Demokratische Partei). Er war von 1907 bis 1909 Treasurer of State von New York.

## Werdegang
Julius Hauser wanderte 1869 in die Vereinigten Staaten ein. Er machte eine Lehre zum Bäcker. 1878 ließ er sich in Sayville (New York) nieder, wo er eine große Bäckerei betrieb. Von 1902 hatte er den Vorsitz im Democratic Committee im Suffolk County. Er war mehrere Jahre lang Stadtschreiber (Town Clerk) von Islip (New York). 1903 wurde er zum Supervisor der Town Islip gewählt. Hauser bekleidete noch den Posten, als er 1906 durch die Demokratische Partei und die Independence League für das Amt des Treasurers of State von New York nominiert wurde. Obwohl William Randolph Hearst, der Führer der Independence League, eine Niederlage gegenüber dem Gouverneur von New York Charles Evans Hughes erlitt, wurden alle anderen Nominierten gewählt. Bei seiner Wiederwahlkandidatur 1908 erlitt Hauser eine Niederlage gegenüber dem Republikaner Thomas B. Dunn. Im Mai 1907 zerstörte ein Waldbrand seine Huckleberry-Farm auf Long Island. Hauser war Direktor der Oystermen's National Bank of Islip. Er starb an Magenkrebs in seiner Residenz an der Green Avenue in Sayville.